# Dichilus reflexus
Dichilus reflexus là một loài thực vật có hoa trong họ Đậu. Loài này được (N.E.Br.) A.L.Schutte miêu tả khoa học đầu tiên.